# Christer Gardemeister
Åke Christer Gardemeister, född 11 mars 1956 i Göteborgs Carl Johans församling, Göteborgs och Bohus län, död 12 februari 2014 i Jönköpings Kristina-Ljungarums församling, Jönköpings län, var en svensk teolog, präst och författare.

## Biografi
Efter organist- och kantorsexamen 1974 gick han 1975 ut från Göteborgs enskilda gymnasium för blivande präster (nu LM Engströms gymnasium) och blev teol. kand. vid Lunds universitet 1979. Han disputerade 1989 vid Lunds universitet med avhandlingen Den suveräne guden, en studie i den svenske reformatorn Olaus Petris teologi. Efter prästvigning 1979 för Göteborgs stift tjänstgjorde han bland annat som komminister i Västra Frölunda församling 1981–1988, i Sånga församling, Stockholms stift 1988–1992 och i Kungsholms församling i Stockholm 1992–1998 som kyrkoherde.
Mellan 1998 och 2004 var han verksam som etisk rådgivare inom IT-branschen. Därefter återvände han till prästyrket som komminister i Göteborgs Masthuggs församling 2004–2008. Sin sista tjänstgöring som präst hade han som komminister i Huskvarna församling där han avled 2014. Han är begravd på Östra kyrkogården, Göteborg.

## Författargärning
Christer Gardemeister debuterade som författare 2010 med den religionshistoriskt präglade "Ingen vid hans sida: om ont och gott i Koranen" och gav 2012 ut den delvis självbiografiska romanen "Tistelsång".